# غلام خميس
غلام خميس (1964 - 16 نوفمبر 2008)  في بانكوك في تايلاند  لاعب كرة قدم عماني سابق. يعد أحد أفضل اللاعبين في تاريخ كرة القدم العمانية. لعب مع نادي الأهلي العماني ومع منتخب عمان لكرة القدم.

## كأس الخليج
كأس الخليج 1984
سجل هدف في مرمى منتخب الإمارات لكرة القدم.
كأس الخليج 1986
سجل هدف في مرمى منتخب السعودية لكرة القدم.
كأس الخليج 1988
سجل هدف في مرمى منتخب قطر لكرة القدم.

## مرضه ووفاته
كان يعاني من فشل كلوي، وقرر الأطباء بتر ساقه، وعندما كان ذاهبا إلى بانكوك للقيام بالعملية توفي. صدر عن قصته فيلم سينمائي من إخراج المخرج العماني يوسف البلوشي.